# عقعق الشجر ذو الذيل السقاطي
عقعق الشجر ذو الذيل السقاطي (الاسم العلمي: Temnurus temnurus)، نوع من الطيور من فصيلة الغرابيات. يُعرف هذا النوع أيضًا باسم عقعق الشجر ذو الذيل المسنن. وهو نوع أحادي الطراز داخل جنس تمنورس.
هذا النوع له توزيع منفصل في جنوب شرق آسيا والصين. حيث يوجد أحد أفراده في جنوب تايلاند، وآخر في جنوب فيتنام، وفي وسط وشمال فيتنام ولاوس، و في هاينان في الصين. موائله الطبيعي الغابات الرطبة الاستوائية ذات الأوراق العريضة دائمة الخضرة الأراضي المنخفضة، والغابات الثانوية والاحراش.